# غريغ تاونسند
غريغ تاونسند (بالإنجليزية: Greg Townsend)‏ هو لاعب كرة قدم أمريكية أمريكي، ولد في 3 نوفمبر 1961 في لوس أنجلوس في الولايات المتحدة.

## وصلات خارجية
- غريغ تاونسند على موقع مرجع كرة القدم المحترفة.كوم (الإنجليزية)